# 囊海百合
囊海百合（學名：Marsupites）是一屬已滅絕的海百合，生存於白堊紀晚期。牠們的萼很大，呈球形，是由十一個大而薄的多邊形骨板組成，這些骨板呈放射狀排列。腕很長且狹窄，共有十條，每條腕都有分叉。囊海百合的幼體為浮游生物，成體則在海底白堊泥中築窩，利用其腕捕捉食物。